# San Gervasio (Capriate San Gervasio)
San Gervasio d'Adda [sanʤeɾˈvaːzjo] (San Gervàs [sanʤɛɾˈvas] in dialetto bergamasco) è una frazione del comune bergamasco di Capriate San Gervasio alla cui denominazione contribuisce.

## Storia
La località era un piccolo villaggio agricolo di antica origine, da sempre costituito in comune e parrocchia.
Il paese annesse Capriate e Grignano su ordine di Napoleone, ma gli austriaci annullarono la decisione al loro arrivo nel 1815 con il Regno Lombardo-Veneto.
Dopo l'unità d'Italia il paese, ridenominato San Gervasio sull'Adda, crebbe da settecento a milletrecento abitanti. Fu il fascismo a decidere la soppressione del comune unendolo a Capriate.